# Nidema
Nidema – rodzaj roślin z rodziny storczykowatych (Orchidaceae). Obejmuje 2 gatunki występujące w Ameryce Południowej i Środkowej w takich krajach i regionach jak: Bahamy, Belize, Boliwia, Brazylia, Kostaryka, Kuba, Dominikana, Ekwador, Salwador, Gwatemala, Gujana, Haiti, Honduras, Jamajka, Meksyk, Nikaragua, Panama, Peru, Portoryko, Trynidad i Tobago, Wenezuela.

## Systematyka
Rodzaj sklasyfikowany do podplemienia Laeliinae w plemieniu Epidendreae, podrodzina epidendronowe (Epidendroideae), rodzina storczykowate (Orchidaceae), rząd szparagowce (Asparagales) w obrębie roślin jednoliściennych.
Wykaz gatunków
- Nidema boothii (Lindl.) Schltr.
- Nidema ottonis (Rchb.f.) Britton & Millsp.